# Зия-уль-Хак, Мухаммед
Мухаммед Зия-уль-Хак (урду  محمد ضياء الحق‎; 12 августа 1924[…], Джаландхар, Британская Индия — 17 августа 1988[…], Бахавалпур, Пенджаб) — пакистанский военный и политический деятель. Президент Пакистана в 1978—1988 годах.

## Биография
Мухаммед Зия-уль-Хак родился 12 августа 1924 года в городе Джаландхар, ныне находящемся в Индии, в семье отставного офицера. После обучения в Индийской королевской академии он был произведён в офицеры и перед концом Второй мировой войны в составе Британского экспедиционного корпуса участвовал в боевых действиях против японской армии в Бирме, Малайзии и Индонезии.
С образованием в 1947 году независимого Пакистана Зия-уль-Хак стал служить в пакистанской армии и в 1955 году окончил колледж высшего командного состава в Кветте. По окончании колледжа Зия-уль-Хак дважды (1959 и 1963 гг.) стажировался в США, где прошёл курс обучения в Колледже высшего командного состава в форте Ливенворт (штат Канзас).
Многочисленные военные перевороты в Пакистане были своего рода политической школой для Зия-уль-Хака. Он упорно двигался к высшим военным чинам и ждал своего часа.
В 1964 году ему присваивают звание подполковника и направляют инструктором штаба в провинцию Кветта. В 1966—1968 годах он командует бронетанковой дивизией.
Военное поражение и отделение Восточного Пакистана привело к взрыву внутри страны: режим Яхья Хана был сметен. На всеобщих выборах победила Пакистанская народная партия (ПНП), которую возглавлял Зульфикар Али Бхутто.
Тем временем Зия-уль-Хак продолжал продвигаться по служебной лестнице. Он действовал осмотрительно и хитро. Исподволь плетя нити заговора, Зия-уль-Хак одновременно изо всех сил демонстрировал свою «лояльность» премьер-министру.
Поворотный момент в его карьере пришёлся на середину семидесятых годов. Председательствуя в трибунале, который рассматривал дело о раскрытом в 1973 году армейском антиправительственном заговоре, Зия-уль-Хак зарекомендовал себя как сторонник деполитизации вооружённых сил и вскоре быстро пошёл в гору.
В обход нескольких авторитетных генералов, стоявших выше него на иерархической лестнице, он в марте 1976 года был назначен начальником штаба сухопутных войск. Бхутто, лично выдвинувший его на этот пост и поверивший в его лояльность, не сумел разглядеть в 3ия-уль-Хаке будущего военного диктатора и жестоко поплатился за свою ошибку.
Зия-уль-Хак ездил по стране, беседовал с офицерами, добивался поддержки влиятельных в обществе и в армии лиц. До восхождения на политический Олимп остаётся совсем немного — устранить Бхутто. Удобный момент для Зия-уль-Хака настал летом 1977 года.

## Приход к власти
5 июля 1977 года Бхутто был свергнут и казнён в апреле 1979 года. 1 октября 1979 года генерал объявил об отмене парламентских выборов, назначенных им же на 18 октября.

## Президентство
Сам Зия-уль-Хак утверждал что «его единственной целью была организация свободных и справедливых выборов», но на деле ликвидировал конституцию. С 5 июля 1978 года стал также министром обороны и министром иностранных дел Пакистана.
Зия-уль-Хак следовал линии исламизации и стремился привести уголовное законодательство страны в соответствие с нормами традиционного мусульманского права (фикха). Были восстановлены некоторые юридические процедуры, предписываемые исламом в сфере налогообложения и банковском деле.
В условиях сложной внутри- и внешнеполитической обстановки Зия-уль-Хак решил опереться на пакистанских исламистов из числа суннитов. В ответ на их требования «шариатизации» правительство в 1977—1979 годах приняло ряд законов, которые предусматривали применение традиционных исламских наказаний за преступления.
Со вводом советских войск в Афганистан в конце декабря 1979 года Зия-уль-Хак позволил американским властям использовать Пакистан как базу материально-технического снабжения афганского движения сопротивления. Значительное число сотрудников пакистанской разведки занимались транспортировкой оружия и снаряжения на пункты переброски моджахедов. В лагерях моджахедов на территории Пакистана содержались захваченные в плен советские военнослужащие, часть из которых погибла в неволе. По экспертным оценкам, без содействия Пакистана сопротивление моджахедов было бы обречено на неудачу. Вследствие этого советское руководство и пресса обвиняли Зия-уль-Хака в покровительстве моджахедам, в Москве пакистанский президент воспринимался как фигура недружественная, если не сказать прямо — враждебная. Тем не менее, в ноябре 1982 года, в разгар войны в Афганистане, Зия-уль-Хак благодаря оказии и без приглашения совершил крайне неожиданный визит в СССР, побывав в Москве на похоронах Леонида Брежнева. Однако встретившиеся с ним за столом переговоров Юрий Андропов и Андрей Громыко так и не смогли ни в чём переубедить пакистанского лидера. Тогда в целях дестабилизации режима Зия-уль-Хака силами советского контингента стало осуществляться вытеснение в Пакистан миллионов афганских беженцев, советские самолёты всё чаще пересекали границу, чтобы бомбардировать базы афганских моджахедов в Пакистане, снабжались оружием политические группировки и племена, которые имели хоть какие-то претензии к пакистанскому правительству.
В марта 1983 года по его приказу были арестованы более 20 лидеров и десятки активистов оппозиционных партий (в основном Народной и Национальной демократической).
В декабре 1984 года Зия-уль-Хак провёл референдум об отношении к политике исламизации. Её одобрение, неизбежное в условиях диктаторского режима, предусмотрительно увязывалось с продлением президентских полномочий на пять лет.
30 декабря 1985 Зия-уль-Хак отменил военное положение и восстановил действие конституции 1973 года с поправками, которые увеличили власть президента, предоставив ему право распускать правительство и законодательные органы страны и провинций. Закон о партиях, принятый спустя несколько месяцев, позволил им функционировать легально при условии выполнения официальных предписаний. Оппозиционные организации активизировали нападки на режим Зия-уль-Хака, требуя регулярных выборов в условленные сроки и настаивая на полном восстановлении конституционных норм. Наиболее авторитетным лидером этой части общества стала возглавившая ПНП Беназир Бхутто, дочь Зульфикара Али Бхутто.
При этом Зия-уль-Хак прямо дал понять, что этот акт носит чисто символический характер.
Однако постепенно выяснилось, что гражданские партнёры Зия-уль-Хака, и в первую очередь назначенный им премьер-министр М. Х. Джунеджо, не хотят оставаться на вторых ролях.
Чаша терпения президента переполнилась, когда премьер-министр Джунеджо задумал сократить военные расходы под предлогом, что это отвечает пожеланиям финансовых доноров Пакистана. 29 мая 1988 года Зия-уль-Хак распустил нижнюю палату парламента, отправил в отставку гражданского премьер-министра, а вместе с ним центральное и провинциальные правительства. В интервью западногерманской газете «Франкфуртер Рундшау» президент заявил, что Пакистан слишком неразвитая страна, чтобы иметь демократическую систему правления.

## Гибель
17 августа 1988 года Зия-уль-Хак вылетел на полигон Тейпур Тамевали, где должны были пройти показательные испытания американского танка М-1 «Абрамс». После окончания испытаний самолёт С-130 «Геркулес» взял курс на Исламабад; вслед за ним летел лайнер пакистанского генерала Аслама Бека.
В пути «Геркулес» Зия-уль-Хака потерпел катастрофу около города Лахор: теряя высоту, самолёт, по словам очевидцев, начал нырять и вздыбливаться, затем рухнул на землю, никому из 37 человек, находившихся на борту «Геркулеса», спастись не удалось. В 20 часов по радио передали экстренное сообщение о гибели Зия-уль-Хака. В стране объявили десятидневный траур, на три дня закрыли все государственные учреждения и учебные заведения.
Председатель сената Гулам Исхак Хан был приведён к присяге в качестве временного президента. Он сразу пообещал, что виновных в гибели Зия-уль-Хака найдут и накажут. В качестве экспертов привлечены специалисты из США. Версии экспертов разошлись: пакистанцы предположили, что на борту мог находиться контейнер с ядовитым газом. Когда сработал детонатор, контейнер открылся, газ поразил пилотов, и самолёт потерял управление. Американские специалисты обнаружили на обломках следы тетранитрата пентаэритрита — взрывчатого вещества, часто используемого для диверсий. Организаторы и заказчики теракта не найдены.
Этот инцидент пакистанские спецслужбы также напрямую связали с деятельностью КГБ в качестве кары за Бадабер. При всём при этом в самом СССР эти события не получили общественной огласки: в советских СМИ было кратко сообщено, что Зия-уль-Хак погиб в авиакатастрофе.

## В популярной культуре
В фильме «Война Чарли Уилсона» отображены события 1979 года, когда жена богатого нефтяника Джоанна Херринг (Джулия Робертс), светская львица, ставшая «послом доброй воли Пакистана» при президенте 3ия-уль-Хаке (в исполнении Ома Пури), знакомит его с американским конгрессменом Чарли Уилсоном (Том Хэнкс) на фоне возрастающей советской угрозы после ввода войск СССР в Афганистан. Уилсон по приглашению 3ия-уль-Хака посещает лагерь афганских беженцев, после чего, потрясённый страданиями афганцев, решает сделать все возможное, чтобы помочь силам сопротивления. Последововавшие за этим действия Чарли Уилсона при поддержке 3ия-уль-Хака, привели к разворачиванию Операции «Циклон» по вооружению афганских моджахедов, самой дорогостоящей кампании ЦРУ (более 25 млрд. долларов США).